# Гоулднер, Алвин Уорд
Алвин Уорд Гоулднер (англ. Alvin Ward Gouldner; 29 июля 1920, Нью-Йорк — 15 декабря 1980, Сент-Луис) —  американский социолог и методолог науки, исследователь бюрократии в сфере промышленности, а также состояния и тенденций развития мировой социологии. Профессор Вашингтонского университета в Сент-Луисе. Представитель неомарксизма, один из представителей леворадикального направления в западной социологии, по взглядам был близок к Чарльзу Райту Миллсу. Самые известные работы: «Наступающий кризис западной социологии» (1971), «Модели индустриальной бюрократии» (1954).